# Pont Collins
Pour les articles homonymes, voir Collins.
Le pont Collins, ou en anglais Collins Bridge, est un pont traversant la baie de Biscayne et reliant Miami à Miami Beach de 1913 à 1925. À sa mise en service, le pont devient le plus long pont en bois du monde. Avant ce pont, le seul moyen de se rendre à Miami Beach était par bateau.

## Histoire
En 1912, deux pavillons faisant office de casino appelés Smith's casino et Hardie's casino, situés au sud de Miami Beach, attirent la population. John S. Collins et son beau fils Thomas J. Pancoast réalisent alors que la croissance de l'île dépend de sa connexion avec le continent. Ainsi, en 1912 ils entament la construction du pont. Cette année-là, The Lummus Bothers prête 25 000$ à Collins afin de construire le pont, mais en 1913 Collins n'a plus suffisamment d'argent pour continuer la construction. Carl G. Fisher, un prétendu multimillionnaire de 38 ans à la retraite, originaire d'Indianapolis et possédant une maison sur Miami Beach, prête la somme de 50 000$ à Collins afin de terminer l'ouvrage. En retour, Fisher reçoit de la part de Collins 200 acres de l'île.
Peu de gens vivent sur Miami Beach avant l'ouverture du pont, le Collins Bridge va développer l'urbanisation de l'île.
Le 17 février 1920, la mise en service du County Causeway permet de désengorger le trafic du pont Collins.